# B. Adhiban
B. Adhiban (auch Baskaran Adhiban; * 15. August 1992 in Mayiladuthurai) ist ein indischer Schachspieler.
Seit 2008 ist er Internationaler Meister, 2010 wurde er Großmeister (GM). Die GM-Normen erfüllte er bei der indischen Meisterschaft 2009 in Mumbai, im Mai 2010 bei einem GM-Turnier in Bhuvaneswar und im August 2010 beim Olomouc Chess Summer Prima Pack Cup. Er vertrat Indien bei den Asienspielen 2010. Bei der Schacholympiade 2010 in Chanty-Mansijsk spielte er am ersten Ersatzbrett für Indien und wurde sechsmal eingesetzt, bei der Schacholympiade 2014 in Tromsø spielte er am vierten Brett der indischen Mannschaft, welche die Bronzemedaille gewann. Im gleichen Jahr wurde er bei der Mannschaftsweltmeisterschaft in Bursa am zweiten Ersatzbrett der indischen Mannschaft eingesetzt, die den dritten Platz erreichte. Außerdem nahm er mit Indien an den asiatischen Mannschaftsmeisterschaften 2009 in Kalkutta (am Spitzenbrett der zweiten Mannschaft, die Indien als Ausrichter nominieren durfte) und 2014 in Täbris (am zweiten Brett) teil. In der spanischen Mannschaftsmeisterschaft spielt er seit 2014 für CA Solvay Torrelavega, mit dem er 2015 Meister wurde. 2018 gewann er das Schach-Open in Reykjavík.